# Nick Nuyens
Nick Nuyens (Lier, 5 maggio 1980) è un dirigente sportivo ed ex ciclista su strada belga. Passista veloce e specialista delle classiche, è stato professionista dal 2003 al 2014, vincendo il Giro delle Fiandre 2011. Dopo il ritiro è stato general manager del team Veranda's Willems-Crelan.

## Carriera
Passato professionista nel 2003 con la Quick Step, ha poi vestito le divise della Cofidis, della Rabobank e, dal 2011, della Saxo Bank-Sungard. Sin dalle prime stagioni ha dimostrato un'ottima predisposizione per le corse di un solo giorno, in particolare per le classiche del Nord. In carriera ha ottenuto una ventina di vittorie: tra i successi spiccano la Parigi-Bruxelles nel 2004, l'Omloop Het Volk, due tappe e la generale del Tour of Britain nel 2005, la Kuurne-Bruxelles-Kuurne nel 2006, ma soprattutto il Giro delle Fiandre 2011, vinto allo sprint davanti a Sylvain Chavanel e Fabian Cancellara.

## Palmarès
- 2002

1ª tappa Tweedaagse van de Gaverstreek
Classifica generale Tweedaagse van de Gaverstreek
Giro delle Fiandre Under-23
Campionati belgi, Prova in linea Under-23
- 2003

Nationale Sluitingsprijs
- 2004

3ª tappa Ster Elektrotoer (Coo > La Gileppe)
Classifica generale Ster Elektrotoer
Parigi-Bruxelles
Grand Prix de Wallonie
Gran Premio Industria e Commercio di Prato
- 2005

Omloop Het Volk
1ª tappa Tour of Britain (Glasgow > Castle Douglas)
5ª tappa Tour of Britain (Birmingham > Birmingham, cronometro)
Classifica generale Tour of Britain
Grand Prix de Wallonie
- 2006

Kuurne-Bruxelles-Kuurne
3ª tappa Tour de Suisse (Einsiedeln > Arlesheim)
- 2007

3ª tappa Étoile de Bessèges (Cendras > La Grand-Combe)
Classifica generale Étoile de Bessèges
1ª tappa Eneco Tour (Waremme > Eupen)
- 2009

Grand Prix de Wallonie
- 2010

5ª tappa Österreich-Rundfahrt (Bleiburg > Deutschlandsberg)
- 2011

Dwars door Vlaanderen
Giro delle Fiandre

## Piazzamenti

### Grandi Giri
- Giro d'Italia

2005: ritirato (13ª tappa)
2008: non partito (5ª tappa)
- Tour de France

2007: ritirato con la squadra (17ª tappa)
- Vuelta a España

2008: 78º
2010: 127º
2011: 161º
2013: ritirato (14ª tappa)

### Classiche
- Milano-Sanremo

2004: 176º
2005: 162º
2006: 123º
2007: 44º
2008: 20º
2009: 32º
2010: 61º
2011: 70º
- Giro delle Fiandre

2005: 21º
2006: 17º
2007: 7º
2008: 2º
2009: 15º
2010: ritirato
2011: vincitore
- Parigi-Roubaix

2005: 40º
2006: 57º
2007: ritirato
2008: 21º
- Liegi-Bastogne-Liegi

2004: 129º
2011: ritirato
- Giro di Lombardia

2003: ritirato

### Competizioni mondiali
- Campionati del mondo

Verona 2004 - In linea Elite: 84º
Madrid 2005 - In linea Elite: 26º
Salisburgo 2006 - In linea Elite: 76º
Varese 2008 - In linea Elite: 9º
Mendrisio 2009 - In linea Elite: 63º
Copenaghen 2011 - In linea Elite: 48º